# Mistrzostwa Estonii w piłce siatkowej mężczyzn (2024)
Mistrzostwa Estonii w piłce siatkowej mężczyzn 2024 (est. Eesti meeste meistrivõistlused võrkpallis 2024) – 99. sezon mistrzostw Estonii (wliczając mistrzostwa Estonii w latach 1925-1944 oraz mistrzostwa Estońskiej SRR) zorganizowany przez Estoński Związek Piłki Siatkowej (Eesti Võrkpalli Liit, EVL), trwający od 13 marca do 15 kwietnia 2024 roku.
W Mistrzostwach Estonii 2024 uczestniczyły cztery drużyny biorące udział w lidze bałtyckiej. Rozgrywki składały się z półfinałów, meczów o 3. miejsce i finałów.
Po raz drugi mistrzem Estonii został zespół Selver/TalTech, który w finałach fazy play-off pokonał Barrus Võru VK. Był to jedenasty tytuł w historii klubu, wliczając mistrzostwa zdobyte przez Selver Tallinn. Trzecie miejsce zajął Pärnu VK.

## System rozgrywek
Mistrzostwa Estonii 2023 składały się z półfinałów, meczów o 3. miejsce i finałów. Pary półfinałowe utworzone zostały na podstawie miejsc zajętych przez poszczególne drużyny w fazie zasadniczej ligi bałtyckiej. Pierwszą parę utworzyła najlepsza estońska drużyna z czwartą, natomiast drugą parę – dwa pozostałe zespoły. Rywalizacja toczyła się do trzech zwycięstw ze zmianą gospodarza po każdym meczu. Gospodarzem pierwszego spotkania była drużyna, która w fazie zasadniczej ligi bałtyckiej zajęła wyższe miejsce. Zwycięzcy w parach półfinałowych grali w finałach o mistrzostwo Estonii, przegrani natomiast walczyli o 3. miejsce.
O 3. miejsce drużyny rywalizowały do trzech zwycięstw na zasadach analogicznych co w półfinałach. Finały grane były do czterech zwycięstw ze zmianą gospodarza po każdym meczu. Gospodarzem pierwszego spotkania była drużyna, która w fazie zasadniczej ligi bałtyckiej zajęła wyższe miejsce.

### Tabela fazy zasadniczej ligi bałtyckiej
| Lp. | Drużyna                          | Pkt | Mecze | Mecze | Mecze | Rodzaj wyniku | Rodzaj wyniku | Rodzaj wyniku | Rodzaj wyniku | Rodzaj wyniku | Rodzaj wyniku | Sety | Sety | Sety  | Małe punkty | Małe punkty | Małe punkty |
| Lp. | Drużyna                          | Pkt | M     | W     | P     | 3:0           | 3:1           | 3:2           | 2:3           | 1:3           | 0:3           | wyg. | prz. | stos. | zdob.       | str.        | stos.       |
| --- | -------------------------------- | --- | ----- | ----- | ----- | ------------- | ------------- | ------------- | ------------- | ------------- | ------------- | ---- | ---- | ----- | ----------- | ----------- | ----------- |
| 1   | Selver/TalTech                   | 58  | 21    | 19    | 2     | 10            | 9             | 0             | 1             | 1             | 0             | 60   | 15   | 4     | 1849        | 1502        | 1.23        |
| 2   | Barrus Võru VK                   | 40  | 21    | 14    | 7     | 6             | 5             | 3             | 1             | 3             | 3             | 47   | 32   | 1.47  | 1787        | 1755        | 1.02        |
| 3   | Bigbank Tartu                    | 39  | 21    | 12    | 9     | 6             | 6             | 0             | 3             | 3             | 3             | 45   | 33   | 1.36  | 1766        | 1697        | 1.04        |
| 4   | Pärnu VK                         | 29  | 21    | 10    | 11    | 5             | 3             | 2             | 1             | 4             | 6             | 36   | 40   | 0.9   | 1700        | 1706        | 1           |
| 5   | Ezerzeme/Daugavpils Universitāte | 26  | 21    | 9     | 12    | 5             | 1             | 3             | 2             | 1             | 9             | 32   | 43   | 0.74  | 1588        | 1701        | 0.93        |
| 6   | Amber Volley Gorżdy              | 23  | 21    | 7     | 14    | 5             | 1             | 1             | 3             | 3             | 8             | 30   | 45   | 0.67  | 1627        | 1669        | 0.97        |
| 7   | SK Jēkabpils Lūši                | 22  | 21    | 8     | 13    | 2             | 1             | 5             | 3             | 4             | 6             | 34   | 50   | 0.68  | 1744        | 1852        | 0.94        |
| 8   | RTU Robežsardze/Jūrmala          | 15  | 21    | 5     | 16    | 2             | 0             | 3             | 3             | 7             | 6             | 28   | 54   | 0.52  | 1740        | 1919        | 0.91        |

Źródło: 
Punktacja: 3:0 i 3:1 – 3 pkt; 3:2 – 2 pkt; 2:3 – 1 pkt; 1:3 i 0:3 – 0 pkt
Zasady ustalania kolejności: 1. liczba punktów; 2. liczba zwycięstw; 3. stosunek setów; 4. stosunek małych punktów; 5. bilans w bezpośrednich meczach

## Drużyny uczestniczące
W Mistrzostwach Estonii 2024 uczestniczyły cztery drużyny, które grały w lidze bałtyckiej.
| Mistrzostwa Estonii 2024                                                              | Mistrzostwa Estonii 2024 |
| ------------------------------------------------------------------------------------- | ------------------------ |
| Selver/TalTech                                                                        | 1                        |
| Bigbank Tartu                                                                         | 2                        |
| Barrus Võru VK                                                                        | 3                        |
| Pärnu VK                                                                              | 4                        |
| Oznaczenia: - kolumna druga – miejsce zajęte przez daną drużynę w poprzednim sezonie. |                          |

## Hale sportowe
| Drużyna        | Hala sportowa                        | Miejscowość |
| -------------- | ------------------------------------ | ----------- |
| Barrus Võru VK | Võru Spordikool                      | Võru        |
| Bigbank Tartu  | Tartu Ülikooli spordihoone           | Tartu       |
| Pärnu VK       | Pärnu spordihall                     | Parnawa     |
| Selver/TalTech | Tallinna Tehnikaülikooli spordihoone | Tallinn     |
| Źródło:        |                                      |             |

## Trenerzy
| Drużyna        | Trener          | Asystent trenera   | *      |
| -------------- | --------------- | ------------------ | ------ |
| Barrus Võru VK | Oliver Lüütsepp | Priit Tigane       | [ 8 ]  |
| Bigbank Tartu  | Alar Rikberg    | Andrei Ojamets     | [ 9 ]  |
| Pärnu VK       | Toomas Jasmin   | Karl Lilles        | [ 10 ] |
| Selver/TalTech | Andres Toobal   | Valdis Radionenkov | [ 11 ] |

## Drabinka
|  |           |                |               |                |           |           |           |                    |                |        |        |        |        |        |        |        |        |        |
|  | Półfinały | Półfinały      | Półfinały     | Półfinały      | Półfinały | Półfinały | Półfinały |                    |                | Finały | Finały | Finały | Finały | Finały | Finały | Finały | Finały | Finały |
|  | Półfinały | Półfinały      | Półfinały     | Półfinały      | Półfinały | Półfinały | Półfinały |                    |                | Finały | Finały | Finały | Finały | Finały | Finały | Finały | Finały | Finały |
|  |           |                |               |                |           |           |           |                    |                |        |        |        |        |        |        |        |        |        |
|  |           |                |               |                |           |           |           |                    |                |        |        |        |        |        |        |        |        |        |
|  | 1         | Selver/TalTech | 3             | 3              | 3         |           |           |                    |                |        |        |        |        |        |        |        |        |        |
|  | 1         | Selver/TalTech | 3             | 3              | 3         |           |           |                    |                |        |        |        |        |        |        |        |        |        |
|  | 4         | Pärnu VK       | 0             | 1              | 0         |           |           |                    |                |        |        |        |        |        |        |        |        |        |
|  | 4         | Pärnu VK       | 0             | 1              | 0         |           |           | 1                  | Selver/TalTech | 3      | 3      | 3      | 3      |        |        |        |        |        |
|  |           |                |               |                |           |           |           | 1                  | Selver/TalTech | 3      | 3      | 3      | 3      |        |        |        |        |        |
|  |           |                | 2             | Barrus Võru VK | 0         | 0         | 0         | 1                  |                |        |        |        |        |        |        |        |        |        |
|  | 2         | Barrus Võru VK | 2             | Barrus Võru VK | 0         | 0         | 0         | 1                  | 3              | 2      | 0      | 3      | 3      |        |        |        |        |        |
|  | 2         | Barrus Võru VK |               |                |           |           |           |                    |                |        |        |        |        |        |        |        |        |        |
|  | 3         | Bigbank Tartu  | 1             | 3              | 3         | 2         | 2         |                    |                |        |        |        |        |        |        |        |        |        |
|  | 3         | Bigbank Tartu  | 1             | 3              | 3         | 2         | 2         | Mecze o 3. miejsce |                |        |        |        |        |        |        |        |        |        |
|  |           |                |               |                |           |           |           |                    |                |        |        |        |        |        |        |        |        |        |
|  |           |                |               |                |           |           |           |                    |                |        |        |        |        |        |        |        |        |        |
|  |           |                |               |                |           |           |           |                    |                |        |        |        |        |        |        |        |        |        |
|  | 3         | Bigbank Tartu  | Bigbank Tartu | Bigbank Tartu  | 3         | 2         | 3         | 1                  | 1              |        |        |        |        |        |        |        |        |        |
|  | 3         | Bigbank Tartu  | Bigbank Tartu | Bigbank Tartu  | 3         | 2         | 3         | 1                  | 1              |        |        |        |        |        |        |        |        |        |
|  | 4         | Pärnu VK       | Pärnu VK      | Pärnu VK       | 1         | 3         | 0         | 3                  | 3              |        |        |        |        |        |        |        |        |        |
|  | 4         | Pärnu VK       | Pärnu VK      | Pärnu VK       | 1         | 3         | 0         | 3                  | 3              |        |        |        |        |        |        |        |        |        |

## Rozgrywki

### Półfinały
Format: do trzech zwycięstw
| Data               | Godz.              | Gospodarz          | Rezultat                                | Gość              | Widzów            |
| ------------------ | ------------------ | ------------------ | --------------------------------------- | ----------------- | ----------------- |
| Selver/TalTech (1) | Selver/TalTech (1) | Selver/TalTech (1) | 3 – 0                                   | (4) Pärnu VK      | (4) Pärnu VK      |
| 14.03.2024         | 19:00              | Selver/TalTech     | 3:0 (27:25, 25:21, 25:14)               | Pärnu VK          | 381               |
| 17.03.2024         | 17:00              | Pärnu VK           | 1:3 (20:25, 26:28, 25:23, 22:25)        | Selver/TalTech    | 304               |
| 21.03.2024         | 19:00              | Selver/TalTech     | 3:0 (25:12, 25:14, 25:19)               | Pärnu VK          | 324               |
| Barrus Võru VK (2) | Barrus Võru VK (2) | Barrus Võru VK (2) | 3 – 2                                   | (3) Bigbank Tartu | (3) Bigbank Tartu |
| 13.03.2024         | 19:00              | Barrus Võru VK     | 3:1 (25:16, 19:25, 25:18, 25:23)        | Bigbank Tartu     | 280               |
| 16.03.2024         | 17:00              | Bigbank Tartu      | 3:2 (17:25, 25:14, 23:25, 26:24, 15:11) | Barrus Võru VK    | 1001              |
| 20.03.2024         | 19:00              | Barrus Võru VK     | 0:3 (18:25, 17:25, 24:26)               | Bigbank Tartu     | 573               |
| 23.03.2024         | 15:00              | Bigbank Tartu      | 2:3 (25:21, 26:28, 28:30, 25:18, 11:15) | Barrus Võru VK    | 1142              |
| 26.03.2024         | 19:00              | Barrus Võru VK     | 3:2 (21:25, 25:21, 25:15, 19:25, 15:12) | Bigbank Tartu     | 850               |

Źródło: 

### Mecze o 3. miejsce
Format: do trzech zwycięstw
| Data              | Godz.             | Gospodarz         | Rezultat                                | Gość          | Widzów       |
| ----------------- | ----------------- | ----------------- | --------------------------------------- | ------------- | ------------ |
| Bigbank Tartu (3) | Bigbank Tartu (3) | Bigbank Tartu (3) | 2 – 3                                   | (4) Pärnu VK  | (4) Pärnu VK |
| 1.04.2024         | 19:00             | Bigbank Tartu     | 3:1 (25:18, 25:23, 20:25, 32:30)        | Pärnu VK      | 271          |
| 4.04.2024         | 19:00             | Pärnu VK          | 3:2 (24:26, 25:21, 29:31, 25:21, 15:12) | Bigbank Tartu | 583          |
| 8.04.2024         | 19:00             | Bigbank Tartu     | 3:0 (25:14, 25:15, 27:25)               | Pärnu VK      | 464          |
| 11.04.2024        | 19:00             | Pärnu VK          | 3:1 (23:25, 25:15, 25:21, 27:25)        | Bigbank Tartu | 603          |
| 15.04.2024        | 19:00             | Bigbank Tartu     | 1:3 (21:25, 25:27, 25:22, 21:25)        | Pärnu VK      | 738          |

Źródło: 

### Finały
Format: do czterech zwycięstw
| Data               | Godz.              | Gospodarz          | Rezultat                         | Gość               | Widzów             |
| ------------------ | ------------------ | ------------------ | -------------------------------- | ------------------ | ------------------ |
| Selver/TalTech (1) | Selver/TalTech (1) | Selver/TalTech (1) | 4 – 0                            | (4) Barrus Võru VK | (4) Barrus Võru VK |
| 29.03.2024         | 19:00              | Selver/TalTech     | 3:0 (26:24, 25:20, 25:13)        | Barrus Võru VK     | 648                |
| 2.04.2024          | 19:00              | Barrus Võru VK     | 0:3 (21:25, 12:25, 20:25)        | Selver/TalTech     | 600                |
| 6.04.2024          | 16:00              | Selver/TalTech     | 3:0 (25:15, 25:17, 25:19)        | Barrus Võru VK     | 649                |
| 9.04.2024          | 19:00              | Barrus Võru VK     | 1:3 (22:25, 25:17, 18:25, 22:25) | Selver/TalTech     | 674                |

Źródło: 

## Nagrody indywidualne
| Nagroda                | Zawodnik         | Klub           |
| ---------------------- | ---------------- | -------------- |
| Najlepszy rozgrywający | Valentin Bouleau | Selver/TalTech |
| Najlepszy atakujący    | Matthew Aubrey   | Selver/TalTech |
| Najlepsi przyjmujący   | Andrus Raadik    | Pärnu VK       |
| Najlepsi przyjmujący   | Keith Pupart     | Selver/TalTech |
| Najlepsi środkowi      | Andri Aganits    | Selver/TalTech |
| Najlepsi środkowi      | Shonari Hepburn  | Barrus Võru VK |
| Najlepszy libero       | Cris-Karlis Lepp | Barrus Võru VK |
| Źródło:                |                  |                |